# Gunnar von Heijne
Professor Nils Gunnar Hansson von Heijne (10 juni 1951, Göteborg) is een Zweeds wetenschapper die zich onder andere bezighoudt met membraaneiwiten en bio-informatica in het Stockholm Center for Biomembrane Research aan de universiteit van Stockholm.